# Cinommata
Cinommata é um gênero de mariposa pertencente à família Saturniidae.

## Espécies
- Cinommata bistrigata Butler, 1882